# Камишлитамак
Камишлитама́к (рос. Камышлытамак, башк. Ҡамышлытамаҡ) — село у складі Бакалинського району Башкортостану, Росія. Адміністративний центр Камишлитамацької сільської ради.
Населення — 468 осіб (2010; 498 у 2002).
Національний склад:
- татари — 44 %
- башкири — 39 %